# Luis de Hohenlohe-Langenburg
Luis de Hohenlohe-Langenburg (en alemán, Ludwig zu Hohenlohe-Langenburg; Langenburg, 20 de octubre de 1696- Langenburg, 16 de enero de 1765) fue un conde de Hohenlohe-Langenburg. El 7 de enero de 1764, fue elevado al rango de príncipe imperial por el emperador Francisco I del Sacro Imperio Romano Germánico.

## Biografía
Era el hijo del conde Alberto Wolfgang de Hohenlohe-Langenburg y de la condesa Sofía Amalia de Nassau-Saarbrücken.
Durante el reinado de Luis como príncipe, se realizaron algunas modificaciones al Castillo de Langenburg: el ala este fue modelada en la forma actual y tuvieron lugar nuevas modificaciones en estilo barroco. También construyó como su residencia de verano, el Lustschloss Ludwigsruhe, en la finca de la anterior casa de campo de Lindenbronn, junto al parque de caza creado en 1588.

## Matrimonio e hijos
El 23 de enero de 1723 contrajo matrimonio con su prima, la condesa Leonor de Nassau-Saarbrücken (1707-1769). Ella era hija del conde Luis Crato de Nassau-Saarbrücken y de su esposa, la condesa Filipina Enriqueta de Hohenlohe-Langenburg (una hermana de su padre).
El matrimonio produjo trece hijos:
- Cristián Alberto (1726-1789), príncipe de Hohenlohe-Langenburg.
- Federico Carlos (1728-1728).
- Sofía Enriqueta (1729-1735).
- Augusta Carolina (1731-1736).
- Luisa Carlota (1732-1777), desposó al príncipe Federico Cristián de Hohenlohe-Kirchberg.
- Leonor Juliana (1734-1813), desposó al príncipe Alberto de Hohenlohe-Ingelfingen.
- Guillermo Federico (1736-1753).
- Felipe Carlos (1738-1805).
- Federico Augusto (1740-1810).
- Luis Godofredo (1742-1765).
- Cristiana Enriqueta (1744-1744).
- Carolina Cristiana (1746-1750).
- Federico Ernesto (1750-1794), desposó a Magdalena Adriana van Haren.

| Predecesor: Alberto Wolfgang | Conde de Hohenlohe-Langenburg 17 de abril de 1715-7 de enero de 1764    | Sucesor: Elevado a príncipe |
| Predecesor: Nuevo título     | Príncipe de Hohenlohe-Langenburg 7 de enero de 1764-16 de enero de 1765 | Sucesor: Cristián Alberto   |

- Datos: Q78223
- Multimedia: Louis, Prince of Hohenlohe-Langenburg / Q78223